# Львово (деревня, Москва)
Львово — деревня в Троицком административном округе Москвы (до 1 июля 2012 года была в составе Подольского района Московской области). Входит в состав района Вороново.

## Население
| 1859 | 1890 | 1899 | 1926 | 2002 | 2006 | 2010 |
| ---- | ---- | ---- | ---- | ---- | ---- | ---- |
| 99   | ↗119 | ↗122 | ↗139 | ↗197 | ↗213 | ↘168 |

Согласно Всероссийской переписи, в 2002 году в деревне проживало 197 человек (94 мужчины и 103 женщины). По данным на 2005 год в деревне проживало 213 человек.

## География
Деревня Львово расположена в южной части Троицкого административного округа, на Калужском шоссе примерно в 22 км к западу от центра города Подольска, в верховье впадающей в Мочу небольшой реки Вороновки.
В деревне три улицы — Весенняя, Железнодорожная и Крутовская, приписано садоводческое товарищество. Ближайшие населённые пункты — деревни Семенково и Кресты. Рядом с деревней находится станция Кресты Большого кольца Московской железной дороги. В 12 км к северо-востоку проходит Московское малое кольцо А107.
Связана автобусным сообщением со станцией метро Тёплый Стан (маршрут № 503) и городом Подольском (маршруты № 1028, 1036 и 1077).

## История
На плане Генерального межевания обозначается как деревня Львова, с конца XIX века значится как Львово. Название деревни, предположительно, происходит от календарного личного имени Лев. В источниках XIX — начала XX века упоминается и второе название деревни — Крутой враг (то есть овраг).
В «Списке населённых мест» 1862 года Львова (Крутой враг) — владельческая деревня 1-го стана Подольского уезда Московской губернии на старокалужском тракте, в 30 верстах от уездного города и 3 верстах от становой квартиры, при речке Вороновке, с 15 дворами и 99 жителями (46 мужчин, 53 женщины).
По данным на 1899 год — деревня Вороновской волости Подольского уезда со 122 жителями, в ней находилась квартира сотского.
В 1913 году — 22 двора.
По материалам Всесоюзной переписи населения 1926 года — центр Львовского сельсовета Вороновской волости Подольского уезда на Калужском шоссе, в 24,5 км от станции Столбовая Курской железной дороги, проживало 139 жителей (56 мужчин, 83 женщины), насчитывалось 23 крестьянских хозяйства.
1929—1946 гг. — населённый пункт в составе Красно-Пахорского района Московской области.
1946—1957 гг. — в составе Калининского района Московской области.
1957—1963, 1965—2012 гг. — в составе Подольского района Московской области.
1963—1965 гг. — в составе Ленинского укрупнённого сельского района Московской области.

## Галерея

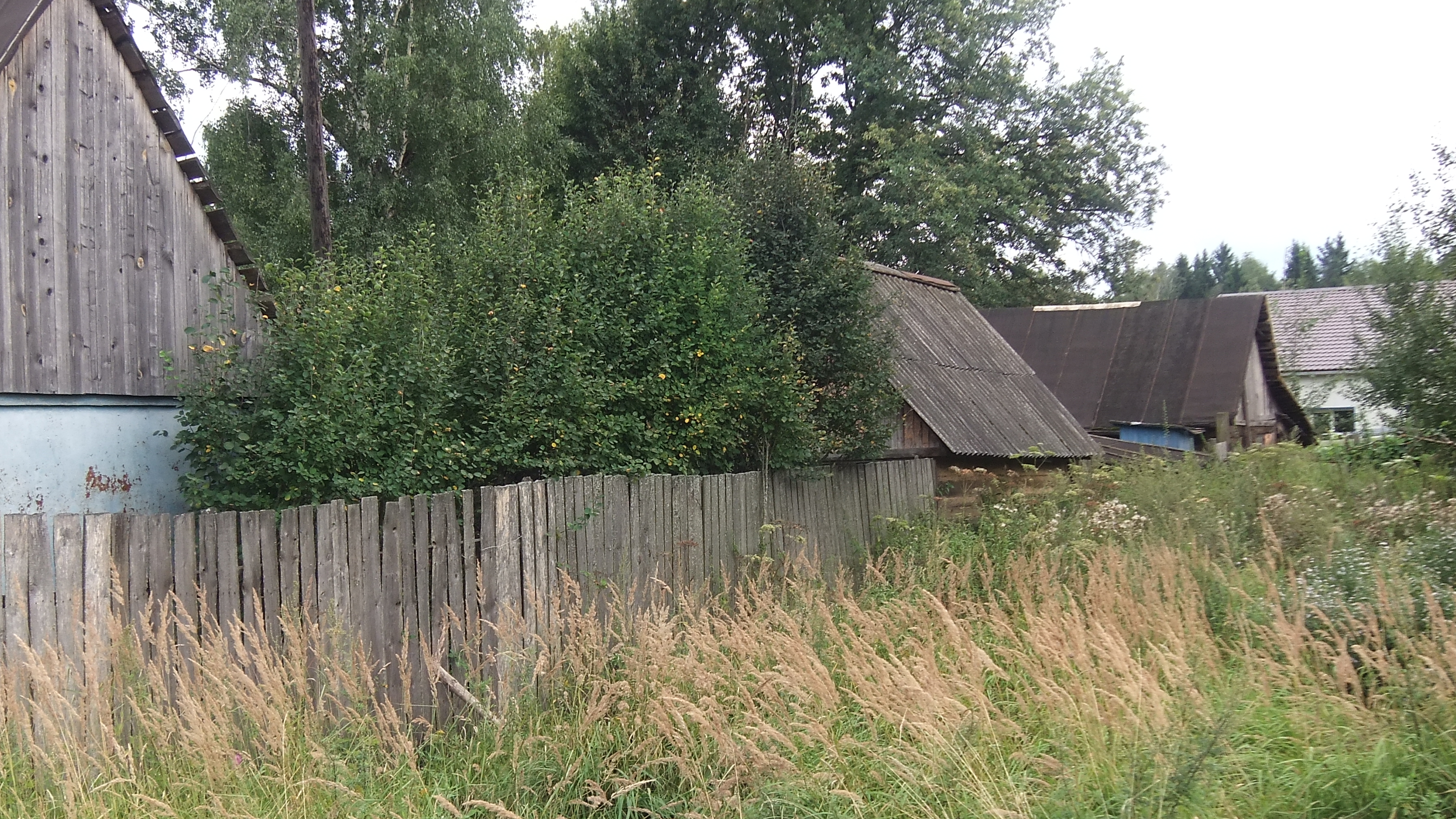
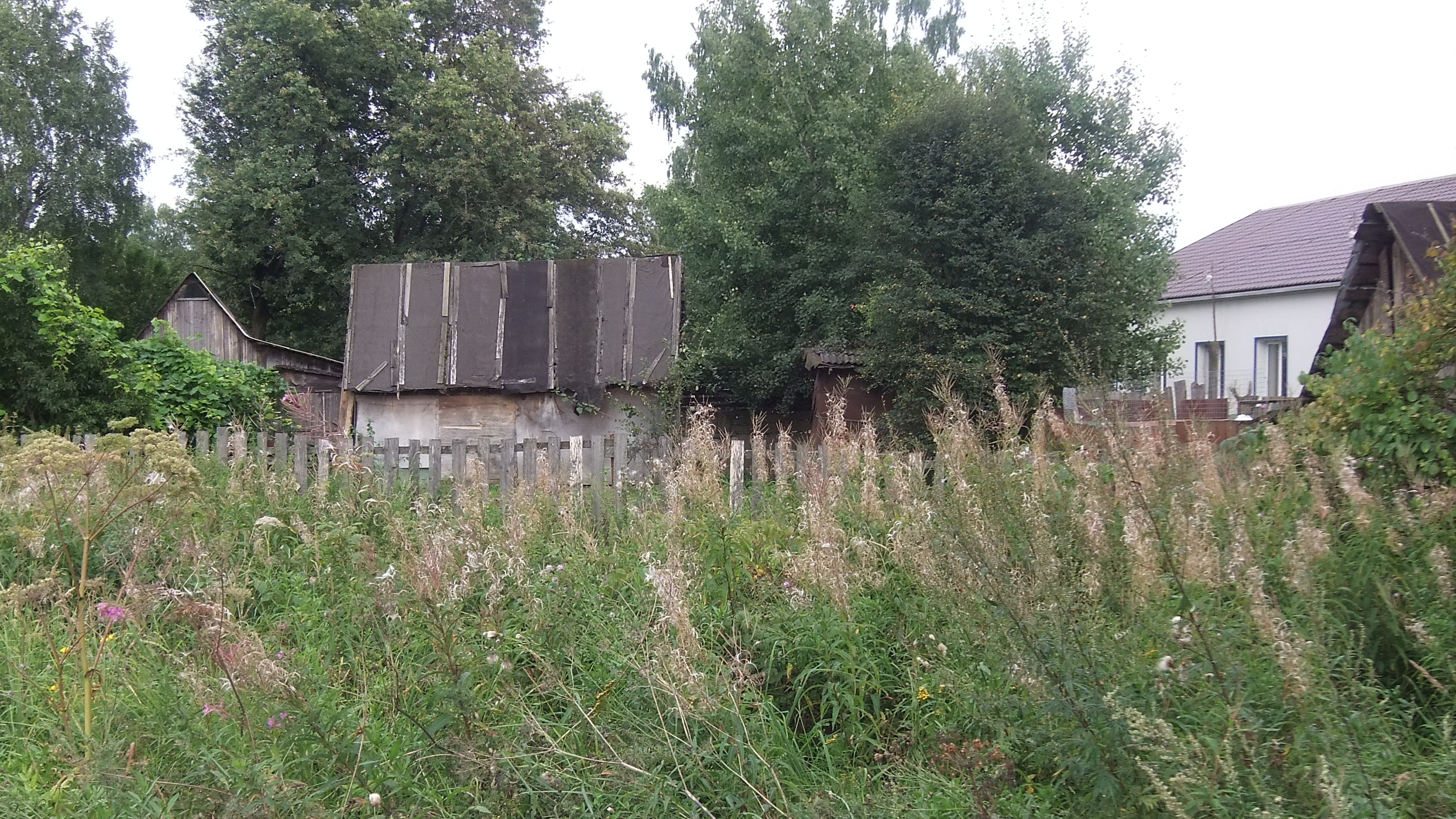
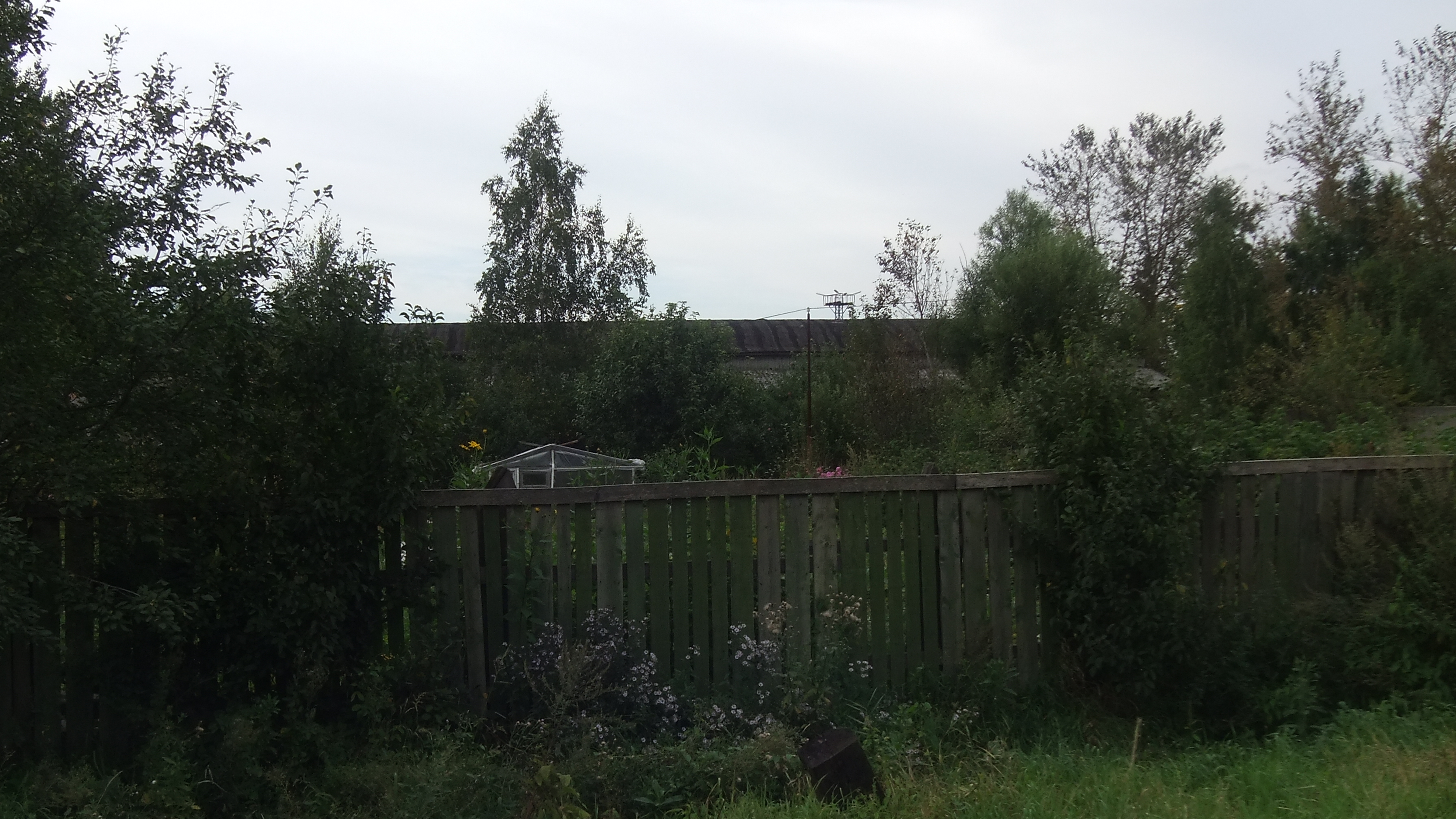